# Final da Taça Rio de 2012
A final da Taça Rio de 2012 decidirá o campeão do segundo turno e o time que enfrentará o Fluminense na final do Campeonato Carioca de Futebol de 2012. Será decidida em uma partida única no Estádio Nilton Santos entre Botafogo e Vasco da Gama
O Botafogo venceu o Vasco da Gama pelo placar de 3 a 1 com dois gols de Loco Abreu e Maicosuel. Carlos Alberto descontou para o Vasco da Gama. . sendo o primeiro gol, gerado de um lance, decidido pela então gandula Fernanda Maia, que repôs a bola rápido.

## Campanhas
O Botafogo teve a segunda melhor campanha de seu grupo e da Taça Rio, não perdendo nenhum de seus jogos (5 vitórias e 3 empates). Já o Vasco teve a segunda melhor campanha de seu grupo. As campanhas na fase de grupos
| Gr. | Pos | Time          | PG | J | V | E | D | GP | GS | SG  | Penalizado com cartão amarelo | Expulso |
| --- | --- | ------------- | -- | - | - | - | - | -- | -- | --- | ----------------------------- | ------- |
| A   | 2   | Botafogo      | 18 | 8 | 5 | 3 | 0 | 18 | 8  | +10 | -                             | -       |
| B   | 2   | Vasco da Gama | 14 | 8 | 4 | 2 | 2 | 17 | 10 | +7  | -                             | -       |

Na semifinal, o Botafogo venceu o Bangu por 4 a 2. Já o Vasco enfrentou novamente o Flamengo (os times já haviam se enfrentado na semifinal da Taça Guanabara de 2012), vencendo-o de virada por 3 a 2, tomando novamente um gol no inicio do jogo, aos 2 minutos do primeiro tempo.

## Histórico de Confrontos
Vasco e Botafogo se enfrentaram pela quarta rodada da Taça Rio sendo vencido pelo Botafogo pelo placar de 3 a 1.
| 18 de março | Botafogo | 3 - 1 | Vasco da Gama | Rio de Janeiro                    |  |
| 18:30       |          |       |               | Estádio: Engenhão Público: 11,947 |  |

## A partida
| 29 de abril | Botafogo                            | 3 – 1 | Vasco da Gama      | Rio de Janeiro                                            |  |
| 16:00       | Loco Abreu 03', 45' · Maicosuel 54' |       | Carlos Alberto 80' | Estádio: Engenhão Árbitro: Wagner do Nascimento Magalhães |  |